# Кристијан Хајгенс
Кристијан Хајгенс (хол. Christiaan Huygens; Хаг, 14. април 1629 — Хаг, 8. јул 1695) је био холандски математичар, астроном и физичар. који се сматра једним од највећих научника свих времена и главном фигуром у научној револуцији. У физици, Хајгенс је дао револуционарни допринос у оптици и механици, док је као астроном углавном познат по својим студијама о прстеновима Сатурна и открићу његовог месеца Титана. Као инжењер и проналазач, побољшао је дизајн телескопа и изумео сат са клатном, што је представљало напредак у мерењу времена и најтачнији мерилац времена током скоро 300 година. Изузетно талентован математичар и физичар, Хајгенс је био први који је идеализовао физички проблем скупом параметара, а затим га математички анализирао, и први који је у потпуности математизовао механичко објашњење физичког феномена који се не може посматрати. Из тих разлога је назван првим теоријским физичарем и једним од оснивача модерне математичке физике.

## Биографија
Рођен је у Хагу као син богатог дипломате, архитекте и песника Константина Хајгенса. Студирао је права на Универзитету у Лајдену и на Орање Колеџу у Бреди пре него што се посветио науци. Историчари науке често говоре о Хајгенсу као једном од најсвестранијих научника.
Хајгенс је релативно мало признат по својој улози у развоју модерног интегралног и диференцијалног рачуна. Запамћен је и по томе што је тврдио да се светлост састоји од таласа. То је у физици познато као Хајгенсов принцип. Године 1655. открио је Сатурнов месец Титан. Такође је испитивао Сатурнове прстенове, и 1656. претпоставио да се прстенови састоје од великог броја мањих тела која заједно чине прстен. Исте године открио је и описао маглину Орион. Његов цртеж маглине Орион, први такве врсте, објављен је у Systema Saturnium 1659. Користећи модеран телескоп успео је да разлучи маглину на појединачне звезде. (Светла унутрашњост маглине Орион носи име „Хајегенсова регија“ у његову част.) Такође је открио неколико међузвезданих маглина и неке двојне звезде.
На наговор Блеза Паскала Хајгенс је написао прву књигу о теорији вероватноће, коју је објавио 1657.
Радио је и на изради тачног сата, који би био погодан за поморску навигацију. Године 1658. објавио је књигу под називом Horologium. Његово откриће сата с клатном (који је патентирао 1657) било је прекретница у мерењу времена. Математичке и практичне детаље својих открића објавио је у "Horologium Oscillatorium" 1673. 
Хајгенс је развио и сат са балансном опругом, готово истовремено, мада независно од Роберта Хука, а спорења око овог открића трају вековима. У фебруару 2006. откривене су изгубљене Хукове писане белешке са састанака Краљевског друштва у једној остави у Хемпширу, и по тим белешкама утврђено је да је Хук први открио балансну опругу.
Краљевско друштво је изабрало Хајгенса за свог члана 1663. Године 1666. Хајгенс се преселио у Париз где је радио у Француској академији наука под заштитом Луја XIV. Користећи Париску опсерваторију (која је изграђена 1672) вршио је даља астрономска посматрања. Године 1684. објавио је "Astroscopia Compendiaria" у којој је приказао свој нови „ваздушни“ телескоп (без тубуса). 
Хајгенс је размишљао и о животу на другим планетама. У својој књизи Cosmotheoros, замишљао је како универзум буја од живота, врло сличног животу на Земљи 17. века. Либерална клима у Холандији је охрабривала овакве спекулације. За разлику од њега, филозоф Ђордано Бруно, који је такође веровао у постојање живота у другим световима, спаљен је на ломачи због својих веровања 1600. године.
Године 1675. Хајгенс је патентирао џепни сат. Изумео је бројне друге направе и поступке.
Хајгенс се вратио у Хаг 1681. после тешке болести. Покушао је да се врати у Француску 1685, али је опозив Нантског едикта (који је укинуо верску толеранцију) спречило његову намеру. Хајгенс је умро у Хагу 8. јула 1695.

## По Хајгенсу су названи
- Хајгенс (летелица): летјелица која се спустила на Сатурнов месец Титан, део Касини-Хајгенс мисије на Сатурн
- Астероид 2801 Хајгенс
- Кратер на Марсу
- Планина на Месецу
- Хајгенс софтвер, програм за микроскопску проучавање слика
- Хајгенс-Френел принцип, једноставан модел за разумевање таласа у свемиру
- Хајгенсови таласи, математичка основа за скаларну дифракциону теорију
- W.I.S.V. Christiaan Huygens: Холандски студијски клуб за студије математике и компјутерских наука на Делфт Универзитету за технологију
- Хајгенсова лабораторија: Одељење за физику Универзитета у Лајдену, Холандија